# 小行星17897
小行星17897（17897 Gallardo）是一颗绕太阳运转的小行星，为主小行星带小行星。该小行星于1999年3月发现。

## 轨道参数
小行星17897的轨道半长轴为2.3946852 UA，离心率为0.131。